# موزه عشایری ایل سنگسر
موزه عشایری ایل سنگسر یکی از موزه‌های مردم‌شناسی شهرستان مهدی‌شهر در استان سمنان است. این موزه که نخستین موزه خصوصی استان سمنان است، دارای مجموعه‌ای ارزشمند از آثار تاریخی عشایر ایل سنگسر است. بیش از ۸۰۰ اثر تاریخی مرتبط با زندگی، فرهنگ و تاریخ عشایر ایل سنگسر در این موزه نگهداری می‌شود. 

موزه عشایری ایل سنگسر، هر ماه میزبان نشست‌های تخصصی است .

## بانی موزه
این موزه در بهمن ماه سال ۱۳۸۷ به همت مهندس حسن پاکزادیان افتتاح شد . همچنین تمامی آثار درون موزه اهدایی مردم مهدیشهر و عشایر ایل سنگسر است .

## بخش‌های موزه
موزه از دو بخش سالن و فضای باز تشکیل شده‌است . سالن دارای چهار قسمت مجزاست که عبارت اند از :
- ابزار و ادوات پشم چینی و مراحل تولید نخ و پارچه‌های ابریشمی و پشمی
- دست افزارهای زندگی روزمره و دوگانه ایل نیم کوچ سنگسر
- صنایع دستی، هنر سوزن دوزی و تولید پوشاک زنان ایل سنگسر
- آرایه‌ها، زیورآلات و سنگ‌های زینتی مورد استفاده توسط عشایر ایل سنگسر

## رویدادها
- میزبانی نمایشگاه درم سراهای کومش [۳] و [۴]
- میزبانی ظریف‌ترین خشت نقش برجسته سفال جهان [۵]
- نمایش سکه‌های پارتی
- برگزاری جشن باستانی تیر مُ ای سیزده (جشن تیرگان) در مهدیشهر [۶]